# Synagoga w Malackach
Synagoga w Malackach – zbudowana w 1886 roku według projektu Wilhelm Stiassnego w stylu mauretańskim, przy ulicy Na brehu 2. Obecnie w synagodze znajduje się szkoła artystyczna.
Dawniej jak i do dziś synagoga jest jednym z najbardziej charakterystycznych i najbardziej oryginalnych budynków w mieście. Jej najbardziej charakterystycznymi elementami są dwie kuliste kopuły znajdujące się w narożnikach bogato zdobionej fasady głównej.